# Imposta sulle successioni e donazioni
L'imposta sulle successioni e donazioni, in Italia, è un'imposta dovuta per il trasferimento della proprietà o di altri diritti nella circostanza in cui un soggetto benefici di un arricchimento patrimoniale mortis causa o a titolo di liberalità. In particolare:
- nel caso della successione, il trasferimento avviene in seguito alla morte del titolare (de cuius), in base alla legge (successione legittima) o a un testamento (successione testamentaria);
- nel caso della donazione, per l'accordo con cui il titolare (donante), con spirito di liberalità, dispone di un suo diritto a vantaggio di altri.

Sono oggetto di successione o donazione:
- i beni immobili, che, di regola, si valutano mediante l'applicazione di determinati coefficienti alla rendita catastale;
- le obbligazioni, i crediti, il denaro e gli altri beni mobili.

Una disciplina speciale vale per le aziende, le azioni e le quote di partecipazione al capitale di società. Sono esenti da imposta i veicoli iscritti nel Pubblico Registro Automobilistico.
L'imposta di successione e donazione fu ridotta nel 2000 dal governo Amato II con la legge n. 342/2000 e fu abolita nel 2001 dal governo Berlusconi II con la legge n. 383/2001. L'imposta è stata ripristinata nel 2006 dal governo Prodi II con il decreto-legge n. 262/2006, convertito con la legge n. 286/2006.

## Aliquote
I trasferimenti di beni e diritti per causa di morte e le donazioni e gli atti di trasferimento a titolo gratuito di beni e diritti sono soggetti alle seguenti aliquote:
- 4%, per i beni devoluti a favore del coniuge e dei parenti in linea retta, con franchigia pari a 1 milione di euro moltiplicato il numero dei beneficiari;
- 6%, per i beni devoluti a favore dei fratelli e delle sorelle, con franchigia pari a 100.000 euro moltiplicato il numero dei beneficiari;
- 6%, per i beni devoluti a favore degli altri parenti fino al quarto grado e degli affini in linea retta e degli affini in linea collaterale fino al terzo grado;
- 8%, per i beni devoluti a favore di altri soggetti.

Se il beneficiario è una persona portatrice di handicap, riconosciuto grave ai sensi della legge n. 104/1992, l'imposta si applica esclusivamente sulla parte del valore della quota o del legato che supera l'ammontare di 1.500.000 euro (art. 2, comma 49-bis, D.L. n. 262/2006).
Nel caso in cui la successione o la donazione riguardi beni immobili, sono dovute anche l'imposta ipotecaria e l'imposta catastale.